# Belgian Ring
A Belga Ringsport  vagy más néven a Belgian Ring egy őrző-védő vagy szolgálati kutyasport, melyet az NVBK (Nationaal Verbond van Belgische Kynologen), KKUSH" (Koninklijke Kynologische Unie Sint-Hubertus) felügyel mint a KCB, azaz a Belga Kennel Club tagja. Ez a legrégebbi és az egyik legkeményebb védőkutya sport a világon, a sportot teljesen a belga malinois (Mechelse dog) kutyafajta uralja. A ringsport nagyon közeli kapcsolatban áll a belga rendőrséggel és a belga hadsereggel, mert a legtöbb szolgálati kutyájukat a Belga Ringsport szerint kiképzett kutyák közül vásárolják és a Belga Ringsport elvei alapján képzik ki őket.

## A Belga Ringsport története
1700 körül Belgiumban elkezdtek kutyákat alkalmazni segítőként és társként a városőrök munkájának megsegítésére, ezek a kutyák azonban semmilyen kiképzéssel nem rendelkeztek ekkor. Ezzel egy időben használatban volt egy középtermetű, gyors és nagyon intelligens kutya az összes ismert szín és szőrtípusban, ezt a kutyát birkanyájak terelésére használták. Ez az ősi belga pásztorkutya volt a kiindulópontja a ringsportnak.
1880-ban néhányan kutyabemutatókat tartottak belga juhászkutyáikkal. Ez azonban még nem sport volt, pusztán pénzkeresés.
Az egyik kiképző, Edmond Moecheron rendkívül sikeres volt „rendőrkutya” bemutatóival, mely bemutatókat három belga juhászkutyájával (Dax, Nic és Miss) és őrző-védő segédjével adott elő a közönség számára. Ma már őt nevezik a ringsport atyjának. Hamarosan egyfajta világszámmá, különleges attrakcióvá nőtte ki magát, kutyás bemutatókat tartott minden elképzelhető társadalmi eseményen, napilapok címlapjára került, a többi kiképző pedig elkezdte másolni a bemutatóit. Ő és még sokan mások később már rengeteg kutyabemutatót tartottak szerte Belgiumban, Hollandiában, Franciaországban és még sok egyéb országban…
A belga juhászkutya és kiképzőik munkája által lenyűgözve Ernest Van Wezemael, aki Gent városának rendőrfőnöke volt, alapította meg az első szolgálati kutyakiképző iskolát Gentben, 1899-ben. Rövid időn belül írt egy szakkönyvet is a kutyák rendőrségi munkában történő alkalmazásáról, melynek hatására több ország, például Franciaország, Anglia, az Egyesült Államok, Brazília küldött rendőröket a ringsport kiképzési metodika elsajátítására, valamint  az így kiképzett kutyák megvásárlására. Az első ringsport verseny Belgiumban, 1903-ban került megrendezésre Mechelen városában, talán ez volt minden idők legelső ringsport megmérettetése. A verseny előírásai nem voltak ekkor még teljes mértékben meghatározva, de minden induló csapat az általa elérhető maximális teljesítményt nyújtotta.
Az első, „előre megírt” egységes szabályok szerinti Ring sportrendezvény 1908-ban került megrendezésre. A szabályzat a következő gyakorlatok elvégzését írta elő:
- Szabadon követés: 20 pont
- Egy tárgy visszahozatal: 5 pont
- Tárgyvédelem a kutyavezető jelenléte nélkül: 5 pont
- Akadályugrás: 10 pont
- Árok átugrása: 10 pont
- Vezető védelme: 15 pont
- Kutyavezető által a kutya számára kijelölt segédek megtámadása: 10 pont
- Tárgy kihozatala vízzel teli medencéből: 15 pont

90 pont volt az elérhető maximum.
Az első Nemzeti ringsport-bajnokságot a Belga Kennel Club szervezte Brüsszelben 1913. június 21-22-én.
Az első Belga Bajnok a híres groenendael "Jules du Moulin (LOB 2884)" volt. Ő lett az 1914-es év bajnoka is. (A szabályzat azóta többször megváltozott, de az összes gyakorlat a show része, a máig használatban lévő modern versenyszabályzatban is.
Megjegyzés: az I. világháborútól 2000-ig csak és kizárólag belga juhászkutya (malinois) nyerte el a címet  a következő kivételektől eltekintve:
- 1927-ben egy tervuren "Torry de l'Ombrelle (LOB 11172)"
- 1960-ban és 1961-ben szintén egy tervuren "John (LOB 76361)"

A legjobb helyezés, amit belga juhászkutyán kívüli fajta elért egy második hely volt, melyet egy bouvier fajtájú (Bouvier des Flandres) kutya, név szerint "Sicky der Begijntjes (LOB 56425)" tudott megszerezni 1950-ben.
1926-ban a KMSH (mára beleolvadt a KKUSH-ba) megszervezte első saját bajnokságát, Belga Nagydíj néven (Grand Prix of Belgium). Az első győztes egy malinois szuka volt: "Sadi (LOSH 13537)". Ezalatt Franciaország is megszervezte a saját ringprogramját, a Francia-ringet, Hollandia pedig a KNPV-t.
1926-tól 2000-ig csak malinois fajtájú kutya nyerte a belga nagydíjat a következő két kivételtől eltekintve:
- 1929-ben egy Groenendael "Nerolo (LOSH 22277)"döntetlen elérve egy malinoissal, Boby de Bruyere-Fraipont-tal (LOSH20859)". Nerolo 1931-ben ismét el tudta nyerni ezt a címet.
- 1952-ben egy tervuren, név szerint "Xavier (LOSH 141222)", tulajdonosa J. Vandenbroeck volt nyerte el a címet.

A legjobb helyezés amit nem a belga juhászkutya fajtájába eső kutyával el tudtak érni a Belga Nagydíjon 1935-ben egy második hely volt, melyet egy német juhászkutya "Swito (LOSH 61915)", illetve 1952-ben szintén egy második hely volt melyet egy bouvier (Bouvier des Flandres) fajtájú kutya "Vuw (LOSH 141222)" ért el.
1963 végére egy osztódási folyamat kezdődött a KMSH munkakutyáinak világában. Sok ringsporttal foglalkozó munkakutya klub döntött a különválás mellett a NVBK (Nationaal Verbond van Belgische Kynologen) – neve alatt. Ezt követően egy malinois, Kiener (LOSH 197867), aki megegyezett azzal a kutyával mely 1963-ban belga nagydíjat nyert, megszerezte első helyét az új szervezet bajnokságában és elnyerte az első NVBK címet 1964-ben. Szintén ez a kutya nyerte el az NVBK címet 1966-ban és 1967-ben. (Kiener volt minden idők legnagyobb Belga–ring sztárja. 1961-ben született, belga nagydíjat nyert 1963-ban még mielőtt kétéves korát betöltötte volna!)
1964-től 2007-ig kivétel nélkül csak malinois fajtájú kutya volt képes elnyerni az NVBK címet. Az NVBK csak malinois kutyákat használ mert ez az egyetlen fajta mely képes versenybe szállni a bajnoki címért a nehéz feladatok miatt. Néhány versenyző  megpróbált versenybe szállni más fajtával is, de sosem jártak sikerrel.
Hasonló szervezetek:
- Belgian Ring (NVBK, KMSH and KCB)
- Campagne
- French Ring
- Dutch KNPV
- Mondio Ring
- Schutzhund
- K9 Pro Sports
- American Street Ring
- Protection Sports Association
- Service Dogs Of America

## Fordítás
- Ez a szócikk részben vagy egészben  a   Belgian Ring című angol Wikipédia-szócikk ezen változatának fordításán alapul.  Az eredeti cikk szerkesztőit annak laptörténete sorolja fel. Ez a jelzés csupán a megfogalmazás eredetét és a szerzői jogokat jelzi, nem szolgál a cikkben szereplő információk forrásmegjelöléseként.
- Az eredeti cikket törölték, az Internet Wayback Machine által tárolt, 2011. november 14-i állapota itt található.